# Comté de Lenoir
Pour les articles homonymes, voir Lenoir.
Le comté de Lenoir (en anglais : Lenoir County) est un comté situé dans l'État de Caroline du Nord aux États-Unis. Son siège est la ville de Kinston.

## Histoire
Le comté est formé par des Euro-Américains en 1791 à partir de la partie sud du comté de Dobbs (en), aujourd'hui disparu.
ll tient son nom de William Lenoir (en), un général de la guerre d'indépendance des États-Unis qui prend part à la bataille de King's Mountain en 1780. Il est speaker du Sénat de Caroline du Nord à l'époque à laquelle le comté est créé.
Lors de la guerre de Sécession, des combats se sont déroulés dans le comté le 14 décembre 1862.

## Démographie
| Groupes           | Comté de Lenoir | Caroline du Nord | États-Unis |
| ----------------- | --------------- | ---------------- | ---------- |
| Blancs            | 53,4            | 68,5             | 72,4       |
| Afro-Américains   | 40,5            | 21,5             | 12,6       |
| Autres            | 3,9             | 4,4              | 6,4        |
| Métis             | 1,3             | 2,2              | 2,7        |
| Asiatiques        | 0,4             | 2,2              | 4,8        |
| Amérindiens       | 0,4             | 1,3              | 0,9        |
| Total             | 100             | 100              | 100        |
|                   |                 |                  |            |
| Latino-Américains | 6,6             | 8,4              | 16,7       |

Selon l'American Community Survey, pour la période 2011-2015, 92,51 % de la population âgée de plus de 5 ans déclare parler anglais à la maison, alors que 6,32 % déclare parler l’espagnol et 1,17 % une autre langue.
| 1800  | 1810  | 1820  | 1830  | 1840  | 1850  |
| ----- | ----- | ----- | ----- | ----- | ----- |
| 4 005 | 5 572 | 6 799 | 7 723 | 7 605 | 7 828 |

| 1860   | 1870   | 1880   | 1890   | 1900   | 1910   |
| ------ | ------ | ------ | ------ | ------ | ------ |
| 10 220 | 10 434 | 15 344 | 14 879 | 18 639 | 22 769 |

| 1920   | 1930   | 1940   | 1950   | 1960   | 1970   |
| ------ | ------ | ------ | ------ | ------ | ------ |
| 29 555 | 35 716 | 41 211 | 45 953 | 55 276 | 55 204 |

| 1980   | 1990   | 2000   | 2010   | - | - |
| ------ | ------ | ------ | ------ | - | - |
| 59 819 | 57 274 | 59 648 | 59 495 | - | - |

## Villes

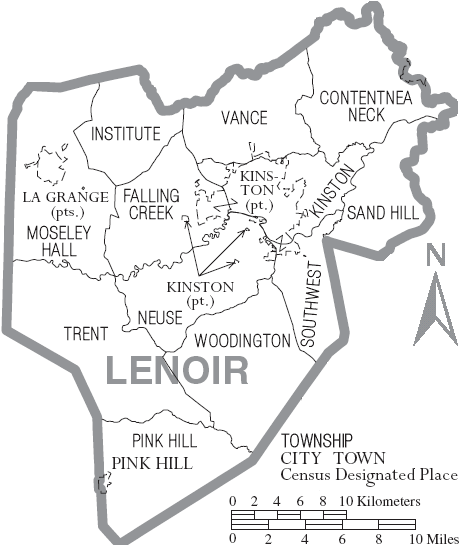
Les subdivisions administratives du comté.

Les villes qui disposent du statut de city ou de town sont : 
- Grifton
- Kinston
- La Grange
- Pink Hill